# Latisana
Latisana (furlansko Tisane oz. Tisana) je mesto in občina v Pokrajini Videm, v zgodovinski regiji Furlaniji. Leži v italijanske dežele Furlanija - Julijska krajina, na severovzhodu Italije. Ima 13.203 prebivalcev. 

## Naselja
V občini je več naselij. Imena naselij v italijanščini in furlanščini:
- Aprilia Marittima / Aprilie
- Bevazzana / Bevaçane (lok. Bevassana)
- Crosere / Crosaris
- Gorgo / Il Gorc
- Latisana / Tisane (lok. Tisana)
- Latisanotta / Tisanote (lok. Tisanota)
- Paludo / Il Palût
- Pertegada / Perteade (lok. Perteada)
- Sabbionera / Sabionere (lok. Sabionera)